# スロベニア軍
スロベニア軍（スロベニアぐん、スロベニア語：Slovenska vojska, SAF/SV）は、スロベニアの国軍である。陸海空軍及び防空軍から構成される。
2003年までは徴兵制であったが、現在は廃止。最高指揮官は同国大統領、作戦指揮での最高権限は参謀総長が担う。
2015年6月現在、最高指揮官は第4代大統領ボルト・パホル、参謀総長はアンドレイ・オステルマン少将である。

## 歴史
スロベニアの軍事的歴史は約100年前に遡る。第一次世界大戦終了後オーストリア・ハンガリー帝国は崩壊し、スティリア（シュタイアーマルク）公領は、新設されたドイツ・オーストリア、スロベニア人、クロアチア人とセルビア人の国に分割された。スロベニア人の元オーストリア・ハンガリー軍人ルドルフ・マイスター少佐は、1918年11月にマリボルの町を解放、スロベニア人・クロアチア人・セルビア人国であると主張した。ドイツ・オーストリア間の暫定的な部隊による短期間の戦闘の後、現在の境界が確立された。そして、大部分はシチリア公国でスロベニア人と少数民族のドイツ人の間の民族の言語境界に続いた。
現在のスロベニア軍は、1990年創設されたスロベニア地域防衛隊 (Teritorialna Obramba Republike Slovenije; もしくは Slovene TO)を起源とする。これは全民衆防衛に基づき駐スロベニアのユーゴスラビア人民軍を補完する民兵組織として1968年に設立された国防義勇軍、および極秘の第二司令機関たる国防戦術機関（Manevrska struktura narodne zaščite、MSNZ）の融合によって編成されたものである。
既存であり、かつスロベニア特有の旧態依然としたこれらの指揮系統は、1990年以前は時代遅れの装備と少人数の部隊で編成され軽視されていたものだった。それでも、地方義勇兵と同程度の防御体制の構築をとりあえずは可能にした。
1991年6月25日、スロベニアはクロアチアとともに独立を宣言。これを受け、27日ユーゴ軍が侵攻。十日間戦争の勃発であり、ユーゴスラビア紛争の幕開けだった。この戦闘を通して、スロベニア防衛隊とスロベニア警察は勢力を拡大した。
1993年、スロベニア軍は、スロベニア地域防衛隊の再編として正式に設立された。

## 機構
2004年3月、スロベニアは北大西洋条約機構に加盟した。現在、スロベニア軍はこれまでの国土防衛から国際的安全保障への展開を目指し、大規模な再編を進めている。1993年以後、スロベニア軍は徴兵制と6–7月の一ヶ月のみ訓練を受ける徴集兵に頼っていたが、2003年、政府は徴兵を廃止し、2004年7月、スロベニア軍は志願兵制に基づく精鋭軍にほぼ完全に再編された。2005年現在、徴兵時には約55,000人だった人員は大幅に減らされ、約7,600人の正規兵と約1,700人の予備役が存在する。

### 三軍
スロベニア軍は、陸軍、海軍、空軍及び防空軍の三軍種から構成され、全てスロベニア国防省の管轄下となる。
- スロベニア陸軍（Slovenska Vojske）
- スロベニア海軍（Slovenska Mornarica）
- スロベニア空軍及び防空軍（Brigada zračne obrambe in letalstva Slovenske vojske）

### 統制機構
- スロベニア国防省

## 平和維持活動

### 現在継続中の活動
| 活動名・組織名             | 展開場所                 | 機関             | 人数  | 備考                                                     |
| -------------------------- | ------------------------ | ---------------- | ----- | -------------------------------------------------------- |
| 国際治安支援部隊           | アフガニスタン           | 北大西洋条約機構 | 34名  |                                                          |
| Joint Enterprise 作戦      | ボスニア・ヘルツェゴビナ | 北大西洋条約機構 | 3名   |                                                          |
| アルテア                   | ボスニア・ヘルツェゴビナ | 欧州連合部隊     | 10名  | EUの平和安定化部隊を引き継ぐ形で参加                     |
| KFOR                       | コソボ                   | 北大西洋条約機構 | 306名 |                                                          |
| Joint Enterprise 作戦      | 北マケドニア             | 北大西洋条約機構 | 1名   |                                                          |
| Joint Enterprise 作戦      | セルビア                 | 北大西洋条約機構 | 1名   |                                                          |
| 欧州連合マリ訓練ミッション | マリ                     | 欧州連合         | 3名   |                                                          |
| 我らが海作戦               | イタリア                 |                  | 41名  | リビア内戦に伴うイタリア流入難民の保護・取り締まり作戦。 |
| 国際連合休戦監視機構       | シリア                   | 国際連合         | 14名  |                                                          |
| 国際連合レバノン暫定駐留軍 | レバノン                 | 国際連合         | 5名   |                                                          |

### 終了した活動
- 日の出作戦（英語版） - 欧州安全保障協力機構、1997年および1999年の5月～7月に参加
- 国際連合コソボ暫定行政ミッション - 1999年10月～2001年12月
- 国際連合キプロス平和維持軍 - 1999年9月～2001年6月

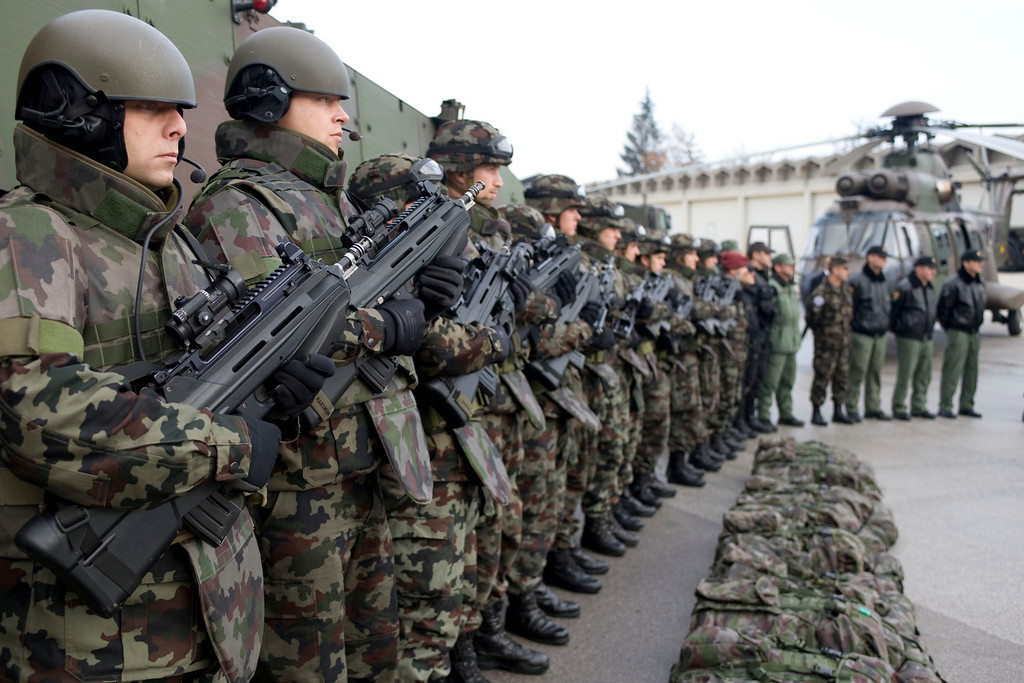
アメリカ軍との合同訓練 (2009年)
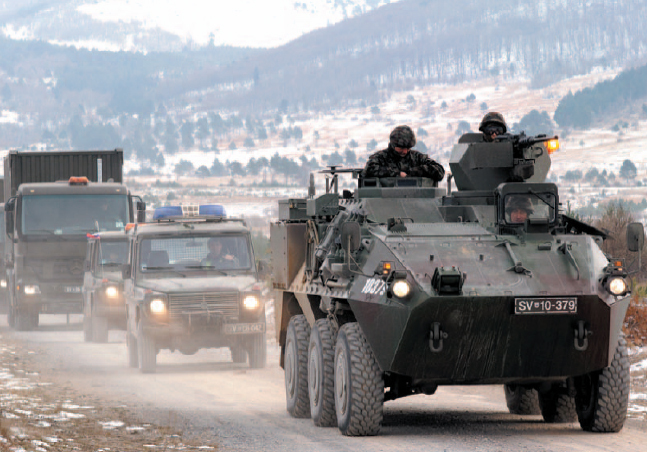
コソボでの輸送部隊（2007年）
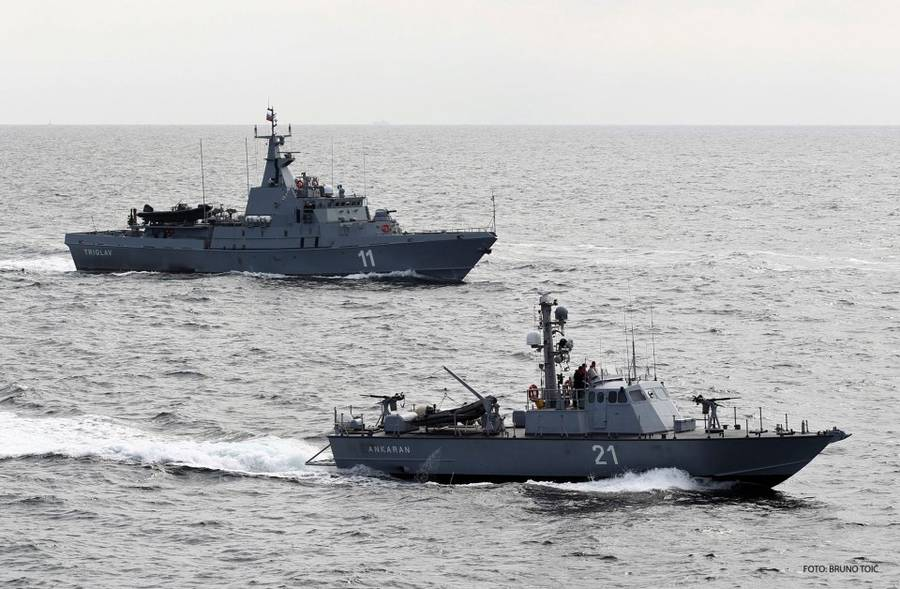
海軍の高速艇アンカランと哨戒艇トリグラウ（2013年2月）
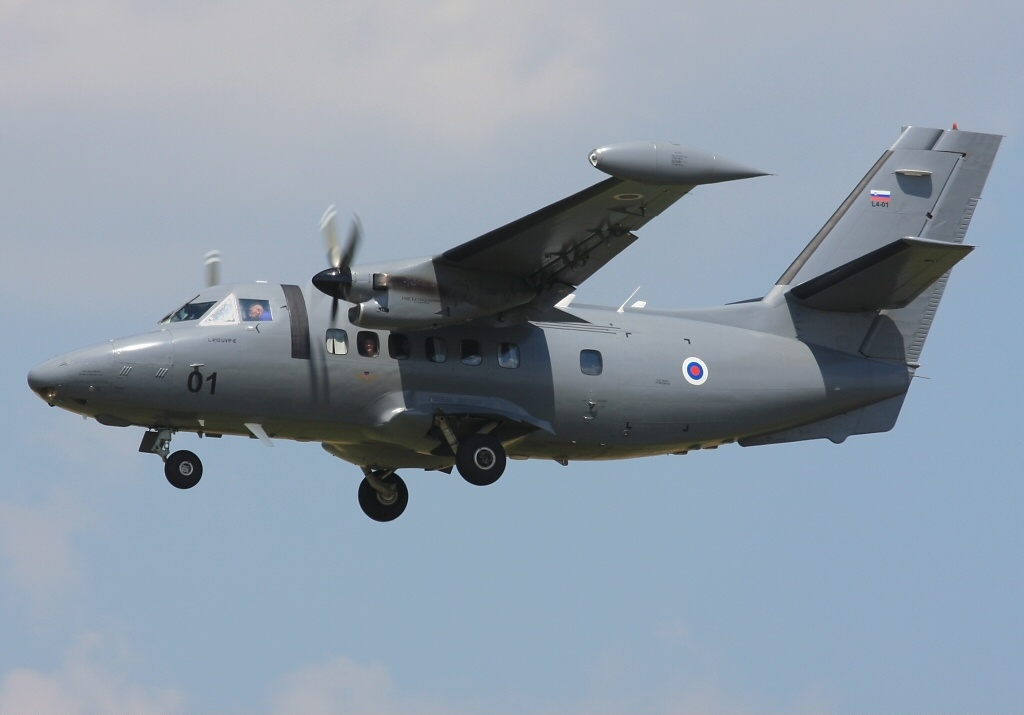
空軍の輸送機L-410